# Sven Weise
Sven Weise (* 17. Februar 1968) ist ein deutscher Badmintonspieler.

## Karriere
Sven Weise gewann bei DDR-Nachwuchsmeisterschaften durch alle Altersklassen hindurch zahlreiche Medaillen. Von 1985 bis 1990 spielte er für die HSG DHfK Leipzig in der höchsten Badmintonliga der DDR, der Sonderliga. 1990 gewann er dort mit Bronze mit dem Leipziger Team seine hochwertigste Medaille.

## Sportliche Erfolge
| Saison    | Veranstaltung                       | Disziplin    | Platz | Name |
| --------- | ----------------------------------- | ------------ | ----- | --- |
| 1979/1980 | DDR-Einzelmeisterschaft AK 10/11    | Mixed        | 2     | Sven Weise / Turid Götz (Stahl Südwest Leipzig / Einheit Dorfchemnitz)                                              |
| 1979/1980 | DDR-Einzelmeisterschaft AK 10/11    | Herrendoppel | 2     | Sven Weise / Tobias Pohl (Stahl Südwest Leipzig / Rotation Erfurt)                                                  |
| 1979/1980 | DDR-Einzelmeisterschaft AK 10/11    | Herreneinzel | 3     | Sven Weise (Stahl Südwest Leipzig)                                                                                  |
| 1980/1981 | DDR-Einzelmeisterschaft AK 12/13    | Herrendoppel | 2     | Jan Schülke / Sven Weise (Kühlautomat Berlin / Stahl SW Leipzig)                                                    |
| 1981/1982 | DDR-Einzelmeisterschaft AK 12/13    | Herrendoppel | 2     | Sven Weise / Silvio Trommler (Stahl Südwest Leipzig / Aktivist Niederwürschnitz)                                    |
| 1981/1982 | DDR-Einzelmeisterschaft AK 14/15    | Herrendoppel | 3     | Silvio Trommler / Sven Weise (Aktivist Niederwürschnitz / Stahl Südwest Leipzig)                                    |
| 1981/1982 | DDR-Einzelmeisterschaft AK 14/15    | Herreneinzel | 3     | Sven Weise (Stahl Südwest Leipzig)                                                                                  |
| 1981/1982 | DDR-Einzelmeisterschaft AK 12/13    | Mixed        | 1     | Sven Weise / Uta Brückner (Stahl Südwest Leipzig / Aktivist Salzwedel)                                              |
| 1981/1982 | DDR-Einzelmeisterschaft AK 12/13    | Herreneinzel | 1     | Sven Weise (Stahl Südwest Leipzig)                                                                                  |
| 1982/1983 | DDR-Einzelmeisterschaft AK 14/15    | Herreneinzel | 3     | Sven Weise (DHfK Leipzig)                                                                                           |
| 1982/1983 | DDR-Einzelmeisterschaft AK 14/15    | Herrendoppel | 2     | Axel Hundorf / Sven Weise (DHfK Leipzig)                                                                            |
| 1982/1983 | DDR-Einzelmeisterschaft AK 14/15    | Mixed        | 3     | Sven Weise / Turid Götz (DHfK Leipzig / Einheit Dorfchemnitz)                                                       |
| 1983/1984 | DDR-Mannschaftsmeisterschaft Jugend | Mannschaft   | 3     | DHfK Leipzig (Sven Weise, Alexander Pigola, Axel Hundorf, Thomas Bölke)                                             |
| 1983/1984 | DDR-Einzelmeisterschaft AK 14/15    | Herreneinzel | 1     | Sven Weise (DHfK Leipzig)                                                                                           |
| 1983/1984 | DDR-Einzelmeisterschaft AK 14/15    | Mixed        | 3     | Sven Weise / Turid Götz (DHfK Leipzig / Einheit Dorfchemnitz)                                                       |
| 1983/1984 | DDR-Einzelmeisterschaft AK 14/15    | Herrendoppel | 1     | Jan Schülke / Sven Weise (Kühlautomat Berlin / DHfK Leipzig)                                                        |
| 1984/1985 | DDR-Einzelmeisterschaft AK 16/17    | Herreneinzel | 3     | Sven Weise (DHfK Leipzig)                                                                                           |
| 1984/1985 | DDR-Einzelmeisterschaft AK 16/17    | Herrendoppel | 1     | Sven Weise / Thomas Boelke (DHfK Leipzig)                                                                           |
| 1985/1986 | DDR-Einzelmeisterschaft AK 16/17    | Mixed        | 3     | Sven Weise / Jacqueline Bolduan (DHfK Leipzig / EBT Berlin)                                                         |
| 1985/1986 | DDR-Einzelmeisterschaft AK 16/17    | Herrendoppel | 1     | Sven Weise / Thomas Boelke (DHfK Leipzig)                                                                           |
| 1988/1989 | DDR-Mannschaftsmeisterschaft        | Mannschaft   | 5     | DHfK Leipzig (Thomas Bölke, Sven Weise, Holger Wippich, Axel Hundorf, Heike Franke, Turid Goetz)                    |
| 1989/1990 | DDR-Mannschaftsmeisterschaft        | Mannschaft   | 3     | DHfK Leipzig (Thomas Bölke, Heike Franke, Turid Goetz, Sven Weise, Alexander Pigola, Axel Hundorf, Manfred Blauhut) |
| 1989/1990 | Silberner Federball                 | Herrendoppel | 1     | Thomas Bölke / Sven Weise (DHfK Leipzig)                                                                            |
| 1993/1994 | Silberner Federball                 | Herrendoppel | 3     | Alexander Pigola / Sven Weise (DHfK Leipzig)                                                                        |
| 2001      | Sächsische Landesmeisterschaft O32  | Herrendoppel | 1     | Alexander Pigola / Sven Weise (DHfK Leipzig / TSV BW Röhrsdorf)                                                     |
| 2005/2006 | Deutsche Einzelmeisterschaft O35    | Herrendoppel | 3     | Sven Weise / Jörg Hutzler                                                                                           |
| 2006      | Sächsische Landesmeisterschaft O35  | Herreneinzel | 1     | Sven Weise (TSV BW Röhrsdorf)                                                                                       |

## Referenzen
- Martin Knupp: Deutscher Badminton Almanach, Eigenverlag (2003), 230 Seiten
- René Born: Badminton in Tröbitz (Teil 1 – Die Anfänge, die Medaillengewinner, die Statistik), Eigenverlag (2007), 455 Seiten

| Personendaten    | Personendaten              |
| ---------------- | -------------------------- |
| NAME             | Weise, Sven                |
| KURZBESCHREIBUNG | deutscher Badmintonspieler |
| GEBURTSDATUM     | 17. Februar 1968           |